# Кълбо
 Тази статия е за геометричния обект.  За гимнастическото движение вижте Кълбо (гимнастика).  
Кълбото е геометрично тяло, чиято външна повърхност е сфера.
Кълбото и ограничаващата го сферична повърхнина имат общ център – точка, от която всяка точка на сферата е отдалечена на едно и също разстояние, наричано радиус. Обемът на всяко кълбо зависи само от неговия радиус и се получава от формулата:
{\displaystyle V={\frac {4}{3}}\pi r^{3},}
където r е радиусът на кълбото, а {\displaystyle \pi } e лудолфовото число.
Аналог на кълбото в двуизмерното пространство е кръгът, а в едноизмерното – отсечката. Някои области на математиката разграничават отворено и затворено кълбо – затвореното кълбо (подобно на затвореното множество) включва и точките от ограждащата го сфера, а отвореното не.